# Concílio Vaticano I
O Concílio Vaticano I (CV I) deu-se de 8 de Dezembro de 1869 a 18 de Dezembro de 1870. E foi convocado por Pio IX (1846 a 1878). As principais decisões do Concílio foram conceber uma Constituição dogmática intitulada "Dei Filius", sobre a Fé católica e a Constituição Dogmática "Pastor Aeternus", sobre o primado e infalibilidade do Papa quando se pronuncia "ex-cathedra", em assuntos de fé e de moral. E tratou-se de questões doutrinárias que eram necessárias para dar novo alento e informar melhor sobre assuntos essenciais de Fé.
Para além de proclamar como dogma a Infalibilidade Papal, principalmente para combater o Galicanismo, o Concílio, ao defender os fundamentos da fé católica, condenou os erros do Racionalismo, do Materialismo e do Ateísmo.